# 八尾土木事務所

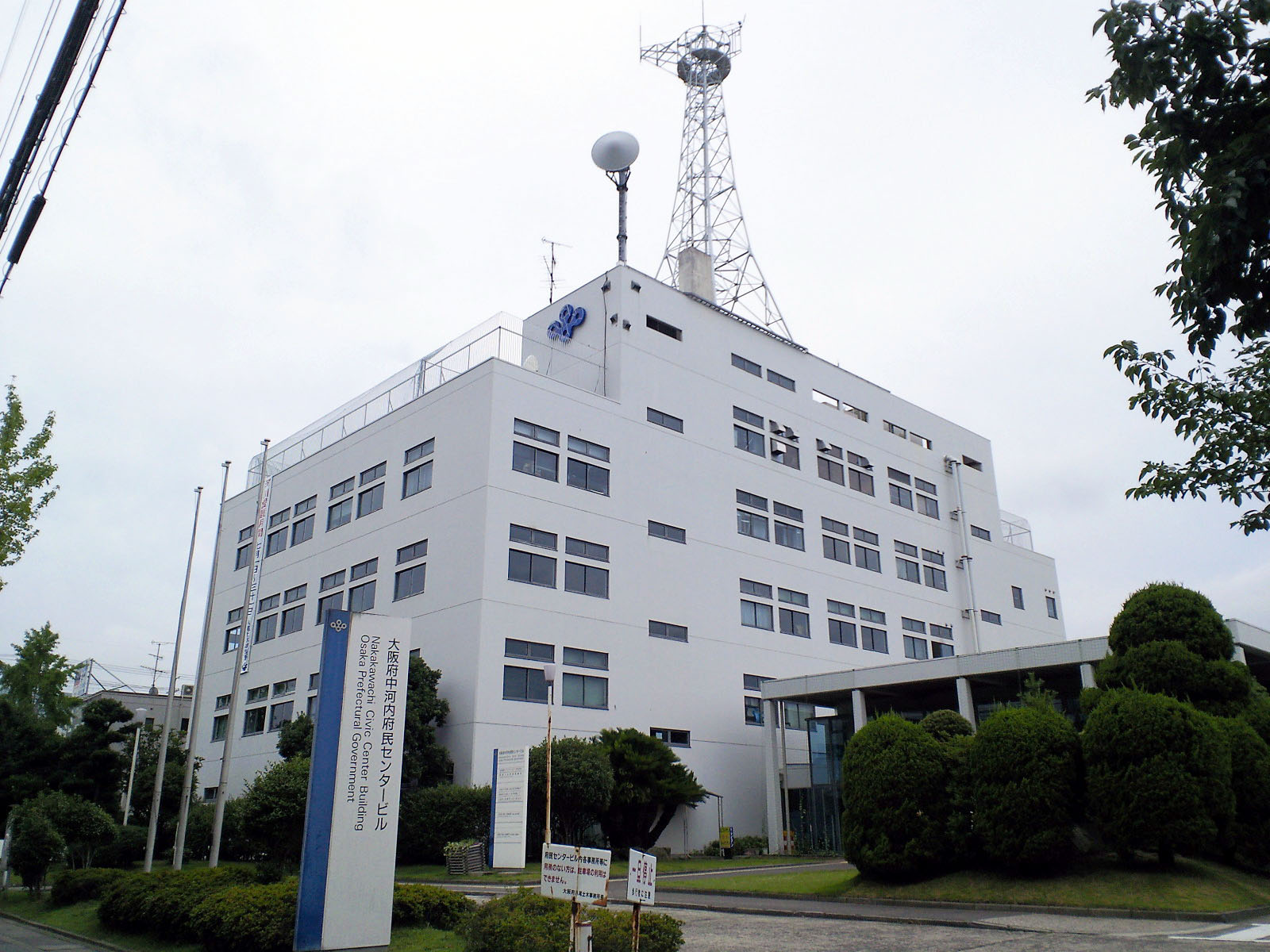
八尾土木事務所が入居する
大阪府中河内府民センター

八尾土木事務所（やおどぼくじむしょ）とは、大阪府中河内地域を管轄する大阪府の土木事務所、大阪府都市整備部の出先機関
。一級河川（大和川本流を除く）、砂防、国道（指定区間外）、主要地方道、一般府道、府営公園を所管する。

## 所在地
〒581-0005 大阪府八尾市荘内町2丁目1-36（大阪府中河内府民センター内）

## 管轄自治体
- 八尾市
- 柏原市
- 東大阪市
- 大阪市平野区の一部

## 管理河川
- 恩智川
- 大川
- 日下川
- 音川
- 新川
- 長門川
- 御神田川
- 平野川
- 楠根川
- 箕後川
- 石川
- 原川

## 管理公園
- 久宝寺緑地
- 枚岡公園

## 管理道路

### 一般国道（指定区間外）
- 国道170号（大阪外環状線及び旧道）
- 国道308号

### 主要地方道
- 大阪府道2号大阪中央環状線
- 大阪府道5号大阪港八尾線
- 大阪府道12号堺大和高田線
- 大阪府道15号八尾茨木線
- 大阪府道21号八尾枚方線
- 大阪府道24号大阪東大阪線
- 大阪府道27号柏原駒ヶ谷千早赤阪線

### 一般府道
- 大阪府道167号鴻池新田停車場鴻池線
- 大阪府道168号石切大阪線
- 大阪府道170号枚岡停車場線
- 大阪府道171号河内小阪停車場線
- 大阪府道172号布施停車場線
- 大阪府道173号大阪八尾線
- 大阪府道174号八尾道明寺線
- 大阪府道176号近鉄八尾停車場線
- 大阪府道177号東高安停車場線
- 大阪府道178号八尾停車場線
- 大阪府道179号住吉八尾線
- 大阪府道181号山本黒谷線
- 大阪府道182号柏村南本町線
- 大阪府道183号本堂高井田線
- 大阪府道262号清州大県線
- 大阪府道702号大阪枚岡奈良線
- 大阪府道802号八尾河内長野自転車道線